# Эрик X (король Швеции)
Эрик X Кнутссон (Родился ок. 1180 года, Эриксберг — умер 10 апреля 1216, замок Нес, остров Висингсё) — король Швеции (1208—1216). Первый шведский король, коронованный церковью (1210). Порядковый номер, присвоеный ему историком Иоанном Магнусом, не соответствует действительности, на самом деле Кнутссон был только пятым Эриком на шведском престоле.

## Жизнеописание
Родился в семье короля Кнута I Эрикссона и его жены, имя которой неизвестно. После смерти отца (1196), вероятно, вместе со своими братьями находился при дворе короля Сверкера Младшего, но позднее вместе с братьями поднял против него мятеж. В 1205 году состоялась битва при Эльгаросе, где братья Эрика погибли, а ему самому удалось бежать в Норвегию. В 1208 году, он вернулся в Швецию и разбил Сверкера Младшего в битве под Леной, став королём. Эрик Кнутссон был первым шведским королём, коронованным церковью, произошло это через два года после воцарения, в 1210 году. Был женат на дочери датского короля Вальдемара I и его жены Софии Новгородской. В 1216 году, Эрик внезапно умер в своей резиденции, в замке Нес на острове Висингсё, не оставив наследника (его сын Эрик находился ещё в утробе матери), и трон занял Юхан Сверкерссон. Кроме сына, имел несколько дочерей. Смерть короля Эрика положила начало длительному периоду борьбы за шведский престол, завершившемуся только в 1250 году.

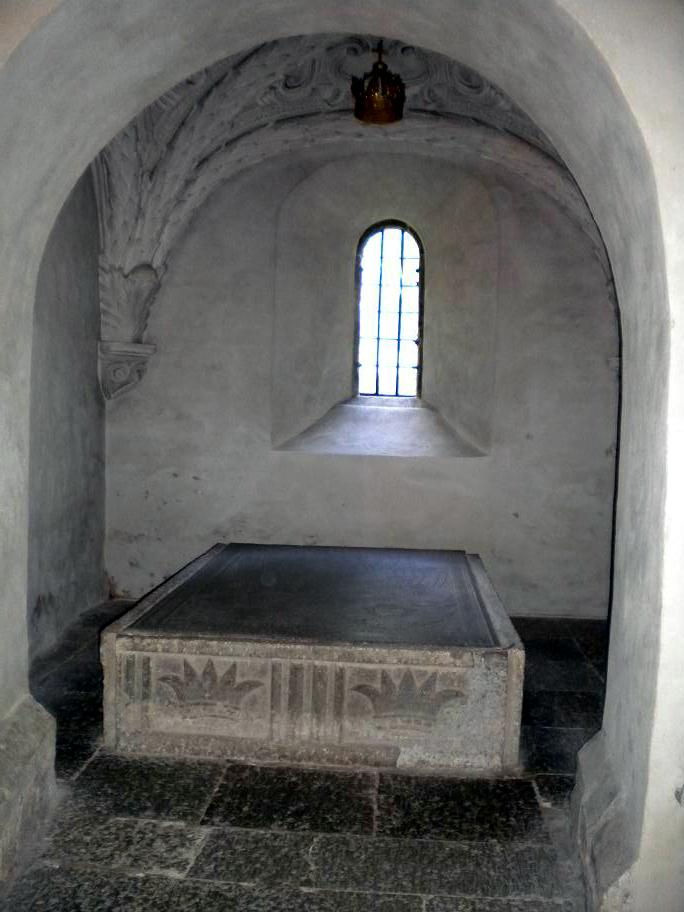
Гробница Эрика X

## В кино
- Арн: Объединенное королевство / Arn: Riket vid vägens slut (2008; Дания, Швеция, Финляндия, Великобритания, Норвегия, Германия) режиссёр Петер Флинт, в роли Эрика Билл Скарсгард.